# Afonso Augusto Falcoz
Afonso Augusto Falcoz ou Alphonse Auguste Falcoz (Paris, 19 de abril de 1813 — França, ?) foi um pintor e desenhista francês, que estando no Brasil, engajou-se na primeira turma de alunos de Debret.

## Biografia
Em 1826 começa a funcionar no Rio de Janeiro a Academia de Belas Artes organizada pela Missão Francesa. Logo surgiram os primeiros discípulos entre os quais Falcoz. A razão de sua presença no Brasil e a data de sua chegada são inteiramente desconhecidas.
Segundo informou o próprio Debret na Viagem Pitoresca e Histórica ao Brasil, Falcoz havia ensinado desenho e pintura em Porto Alegre o que é confirmado por Athos Damasceno Ferreira
Em 1829, organiza-se a primeira exposição dos alunos e professores da Academia.  Dela participou Falcoz com estudos de cabeça, retratos, esboços e desenhos. No ano seguinte, dado o sucesso da primeira, promove-se nova exposição e, mais uma vez, está presente Afonso Falcoz.
Em 1835 o artista francês volta para sua terra onde continuou seus estudos na Escola de Belas Artes e com o professor L.Cogniet. Expôs no  Salon  de 1840 a 1846. Apresentou retratos e quadros de temas religiosos.
Afonso Falcoz foi um pintor de temas históricos e retratista.